# Capitão do golfo
Capitão do golfo (em vêneto: capitan del Golfo) foi um comandante naval sênior da República de Veneza.

## Vida
O posto foi estabelecido em torno e 1330, quando um esquadrão de navios foi estabelecido para patrulhar o "golfo de Veneza" (o mar Adriático) e fornecer proteção ao comércio lá. Nem o esquadrão nem o posto de capitão eram permanentes. Todo inverno, as comissões permanentes do Grande Conselho de Veneza estabeleceram as ordens anuais para a chamada "frota de guarda", ou "frota do golfo". O Grande Conselho então votava as propostas, o tamanho da frota, e a nomeação de um capitão do golfo e os capitães das galés (socrapomitas) para que as galeras sejam equipadas em Veneza. Os comandantes das galés equipadas por colônias venezianas eram decididas pelos colonos.
No século XVI, o capitão do golfo, como chefe de um esquadrão que em tempos de paz compreendia de 7 a 12 galés, patrulhava os mares em torno das ilhas Jônicas venezianas. Em tempos de guerra, o Grande Conselho autorizou a criação de uma frota sob o capitão geral do mar, que liderou a frota em campanhas ultramarinas, ou seja, no mar Egeu e Levante; o capitão do golo e todos os outros comandantes navais foram colocados sob ordens do capitão geral.